# A farsang csütörtökje
A farsang csütörtökje (olaszul: Il giovedì grasso) Gaetano Donizetti egyfelvonásos operája (farsa). A szövegkönyvet Domenico Gilardoni írta Eugène Scribe és Charles-Gaspard Delestre-Poirson Le nouveau Pourceaugnac című, 1817-ben megjelent komédiája alapján. (A vígjáték Új Pourceaugnac címe Molière Monsieur de Pourceaugnac című, 1669-ben írt darabjára utal, melynek ez egy parafrázisa; nem is az első, t. k. 1815-ben és 1816-ban is jelentek meg adaptációi, ezért eredetileg Encore un Pourceaugnac, azaz Még egy Pourceaugnac címen játszották.) A vígopera bemutatója 1829. február 26-án volt a nápolyi Teatro del Fondóban. Magyarországi bemutatója a Szegedi Nemzeti Színházban volt 2014. december 5-én, Farsangi kalamajka, avagy A torkos csütörtök címmel, Csákovics Lajos fordításában, Toronykőy Attila rendezésében, Pál Tamás dirigálásával.

## Szereplők
| Szereplő          | Hangfekvés   | Az ősbemutató szereposztása  |
| ----------------- | ------------ | ---------------------------- |
| Ernesto Rousignac | tenor        | Giovanni Battista Rubini     |
| Stefanina         | szoprán      | Rosalinda Grossi             |
| Nina              | alt          | Adelaide Comelli-Rubini      |
| Sigismondo        | basszus      | Luigi Lablache               |
| A tábornok        | bariton      | Giovanni Battista Campagnoli |
| Teodoro           | tenor        | Giovanni Arrigotti           |
| Camilla           | mezzoszoprán | Maria Carraro                |
| Cola              | basszus      | Giovanni Pace                |

## Cselekménye
Nina a félénk Teodoróba szerelmes, de apja, a tábornok jövendőbeli férjéül Ernesto Rousignacot szemelte ki. Sigismondo és felesége, Camilla megsajnálják a leányt. Az asszony felbiztatja urát, hogy járjanak túl a kijelölt férj eszén és azt javasolja, hogy e célból egy molière-i trükköt alkalmazzanak: Sigismondo felveszi Monsieur Piquet szerepét és régi barátjaként üdvözli az érkező Ernestót. Az érkező Ernestónak Stefanina, a szobalány nyit ajtót, aki mit sem sejtve a vendégről, elfecsegi a tervet. Az ifjú azonban csavar a helyzeten és arról áradozik, hogy a Madame Piquet-ként bemutatkozó Camilla tulajdonképpen régi szerelme, akivel többször is együtt kocsikázott és akivel többször is eljárt a színházba. Annyira hatásosan adja elő a kitalált történetet, hogy Sigismondóban féktelen féltékenységet ébreszt. Amikor megérkezik az Ernesto által levélben sürgősen hazahívott tábornok, fény derül a cselre. Ernesto bevallja, hogy ő tulajdonképpen nem gazdag városi férfi, akinek a tábornok hitte és akihez ezért a lányát hozzá akarta adni, hanem egyszerű falusi ifjú. A tábornok végül beleegyezik Nina és Teodoro házasságába.